# Belle Ferronnière
Il ritratto di Dama (noto anche tradizionalmente come Belle Ferronnière  ) è un dipinto a olio su tavola di noce (63,5 x 44,5 cm) di Leonardo da Vinci, databile al 1490-1497 circa ed è conservato nel Musée du Louvre di Parigi.  

## Storia
L'opera risale al primo soggiorno a Milano dell'artista, perfettamente compatibile con altre opere degli stessi anni, come il Ritratto di musico e la Dama con l'ermellino, e riflette gli intensi studi di ottica di quel periodo, evidenti nel bellissimo dettaglio del riverbero del vestito rosso sulla guancia dell'enigmatico volto.
La denominazione con cui il dipinto è universalmente noto (letteralmente "la bella moglie di un mercante di ferramenta") è dovuta a un errore di catalogazione del tardo XVIII secolo: "Ferronnière" si riferisce infatti al nastro o catenella con gioiello che le cinge la fronte, anticamente detto lenza o slenza, molto in voga sul finire del XV secolo. A causa di questo errore, per molto tempo la donna raffigurata fu creduta essere Madame Ferron, amante di re Francesco I di Francia.

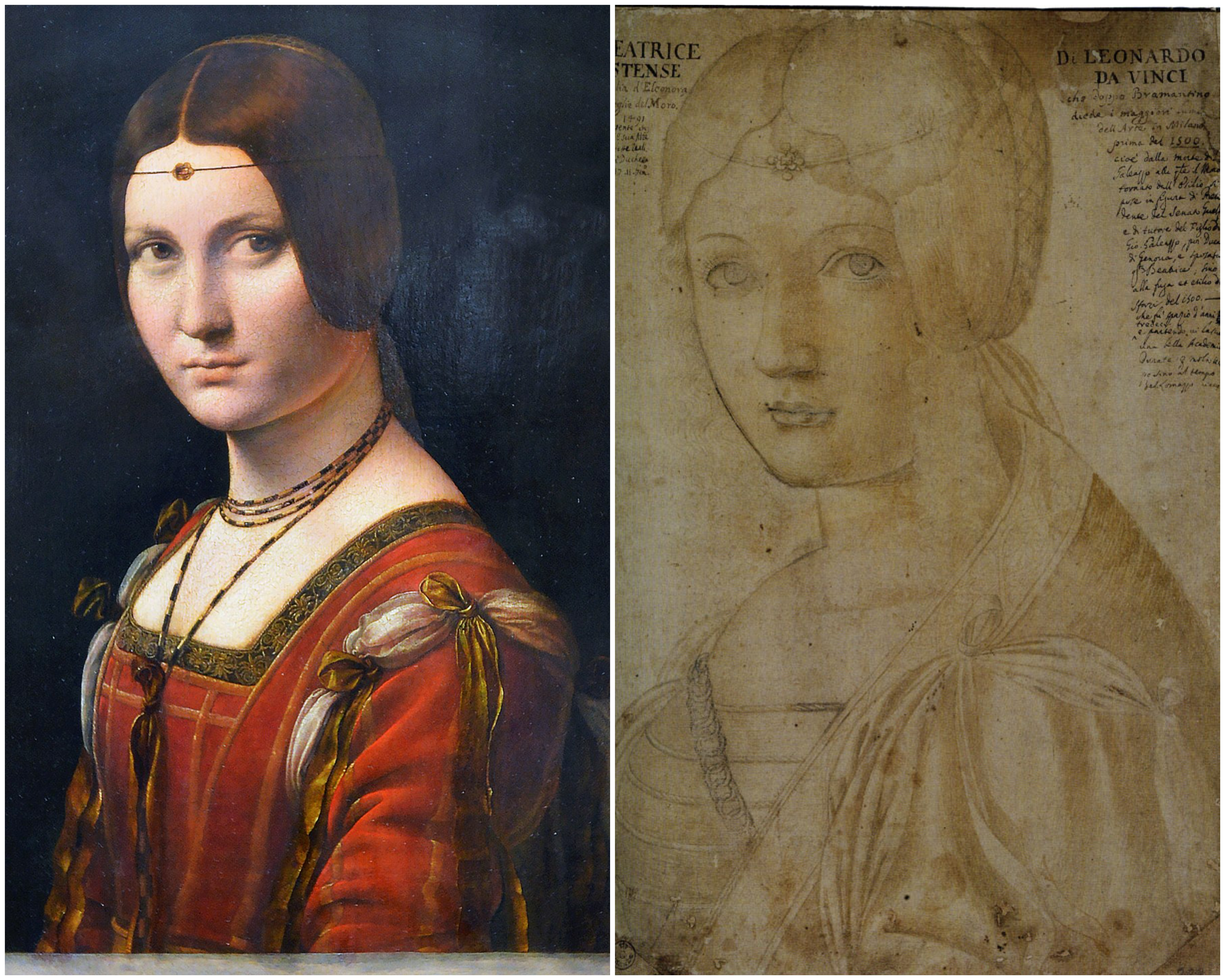
La Bella Ferronnière e il presunto ritratto di Beatrice d'Este messi a confronto: la posa è simile, ma diverso il vestiario; anche lo sguardo varia sensibilmente.

La dama invece doveva essere legata alla corte di Ludovico il Moro, forse la sua amante Lucrezia Crivelli o anche Cecilia Gallerani ritratta magari in un'età più avanzata rispetto alle fattezze giovanili del ritratto di Cracovia. Altre ipotesi hanno provato a identificare Beatrice d'Este, moglie del Moro, sua sorella Isabella, oppure Elisabetta Gonzaga. In realtà nessuna delle proposte è ritenuta convincente da una parte sostanziale e unanime della critica.
Karl Morgenstern (1813) e altri critici notarono qualche somiglianza col disegno numero 209 conservato agli Uffizi, eseguito a lapis e acquerello ma ritoccato duramente un po' dappertutto da una mano del XVI secolo, che fu identificato da padre Sebastiano Resta (XVII secolo) come ritratto di Beatrice d'Este e attribuito a Leonardo da Vinci. Così anche Dalli Regoli (1985), che ritenne il disegno la copia da un originale perduto di Leonardo.

## Descrizione e stile
Il ritratto mostra una fanciulla a mezzobusto, su sfondo scuro e dietro un parapetto alla fiamminga, ritratta con una doppia torsione: il busto è infatti voltato a sinistra, mentre la testa è frontale, come richiamata all'attenzione da qualcosa. Il bel volto si offre alla contemplazione dello spettatore tuttavia deviando il suo sguardo lateralmente, senza stabilire un contatto visivo, accrescendo un senso di enigmatica inaccessibilità. Il repentino volgere degli occhi dà un senso di energia trattenuta e vitalità straordinaria, garantendo una penetrante introspezione psicologica.
Come nel Ritratto di Cecilia Gallerani l'abbigliamento della dama è molto curato, ma non sfarzoso, senza bisogno di ostentare vistosi gioielli. Essa indossa un vestito con scollatura rettangolare dotato, secondo la moda del tempo, di maniche estraibili e intercambiabili, in questo caso legate da lacci che mostrano gli sbuffi della camicia bianca sottostante. Al collo la dama ha una sottile collana bicolore, avvolta in tre cerchi stretti e che ricade, annodata a un nastro, sul petto. Come Cecilia, porta un sottile filo annodato sulla fronte che tiene ferma la capigliatura raccolta in un coazzone e mostra un piccolo rubino incastonato al centro.

## Opere derivate
All'inizio del XX secolo comparve un quadro di proprietà della famiglia Hahn identico alla Belle Ferronnière, che venne commercializzato come l'originale dipinto di Leonardo da Vinci, il critico Joseph Duveen ne negò la paternità e il tentativo di vendita andò in fumo. Il quadro venne venduto il 28 gennaio 2010 dalla casa d'aste Sotheby's a 1,5 milioni di dollari come «dipinto da un seguace di Leonardo prima del 1750».

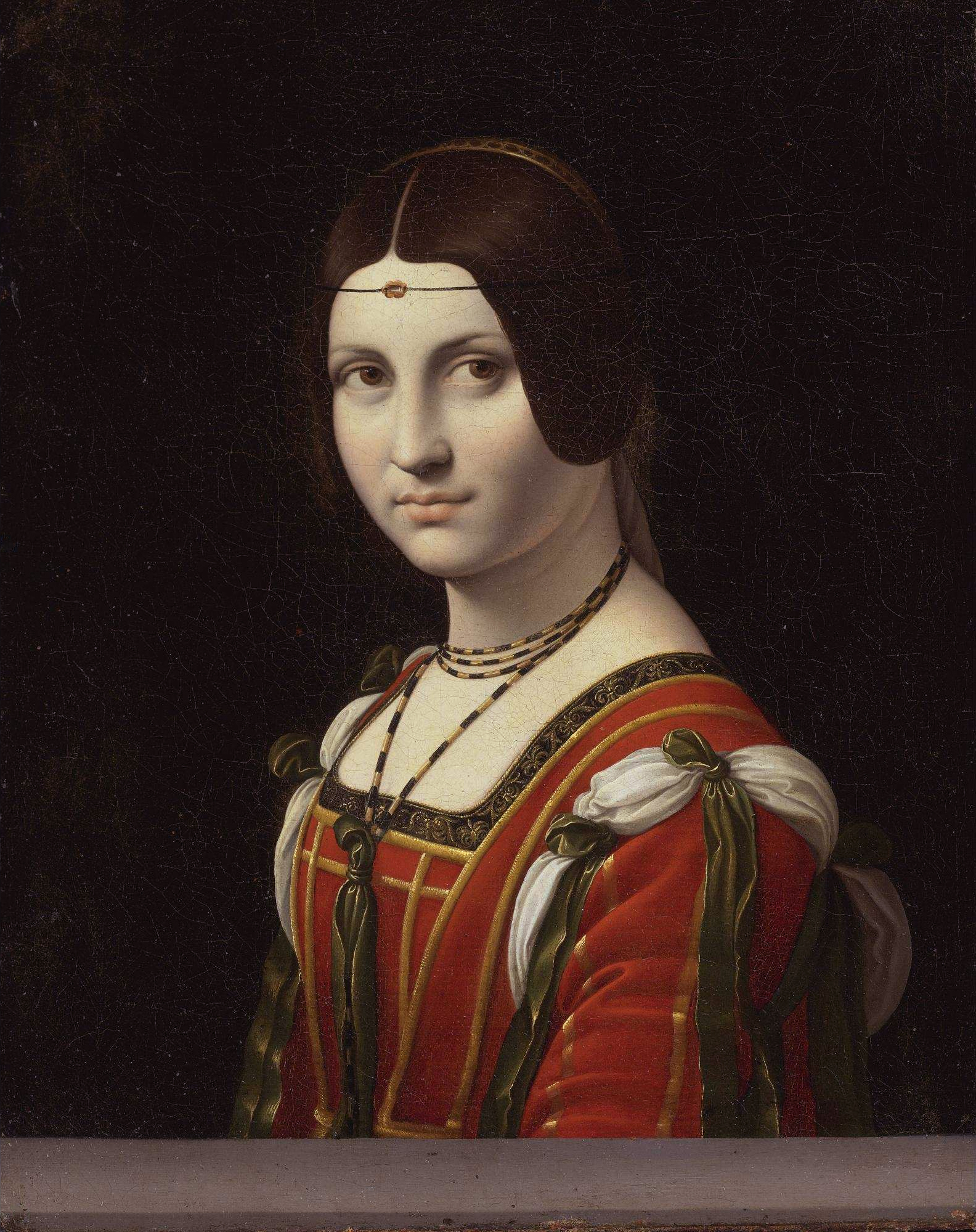
La Belle Ferroniere di Hahn.
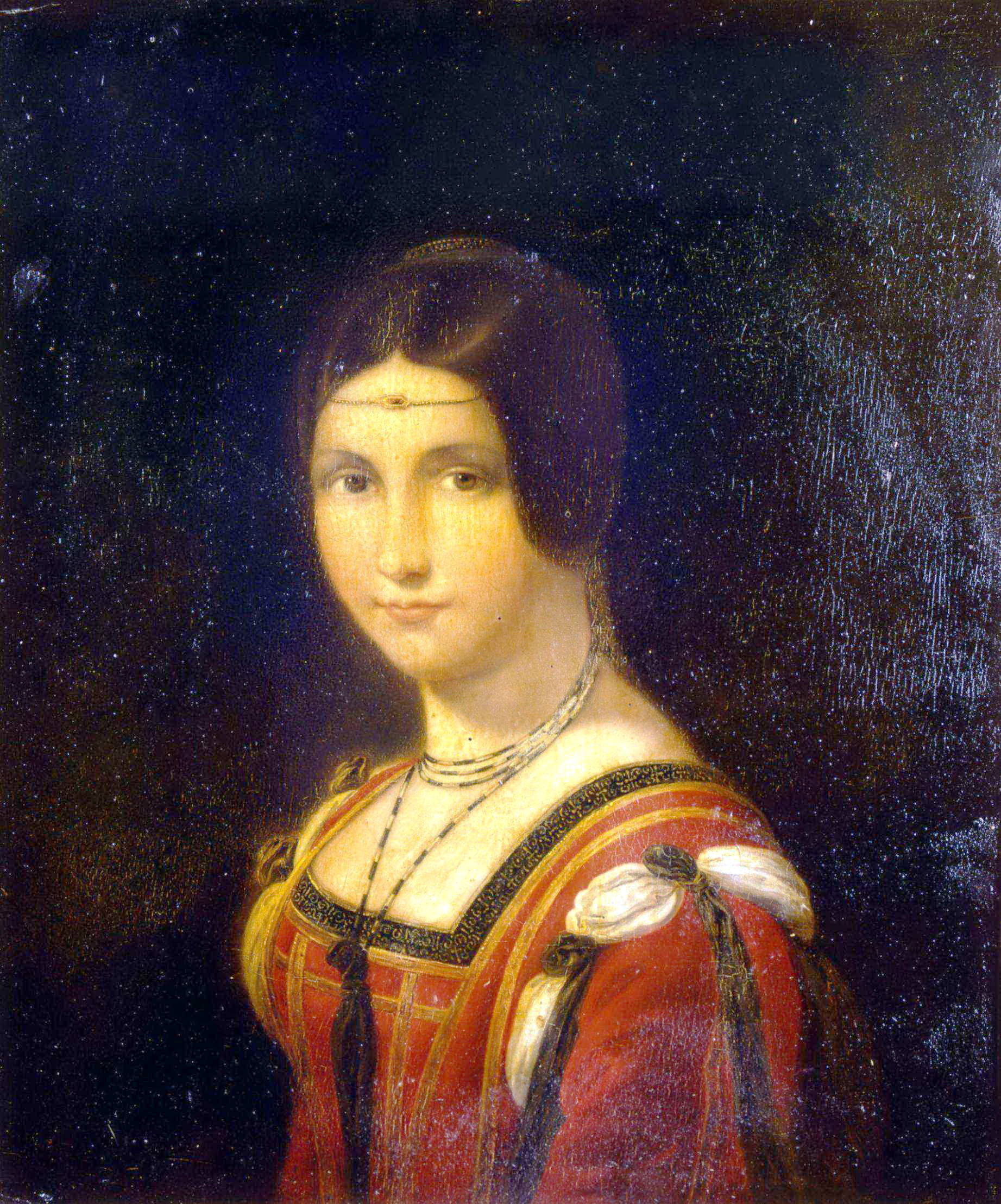
Copia del Museo delle Belle Arti di Chambéry. N. d'inventario 603.
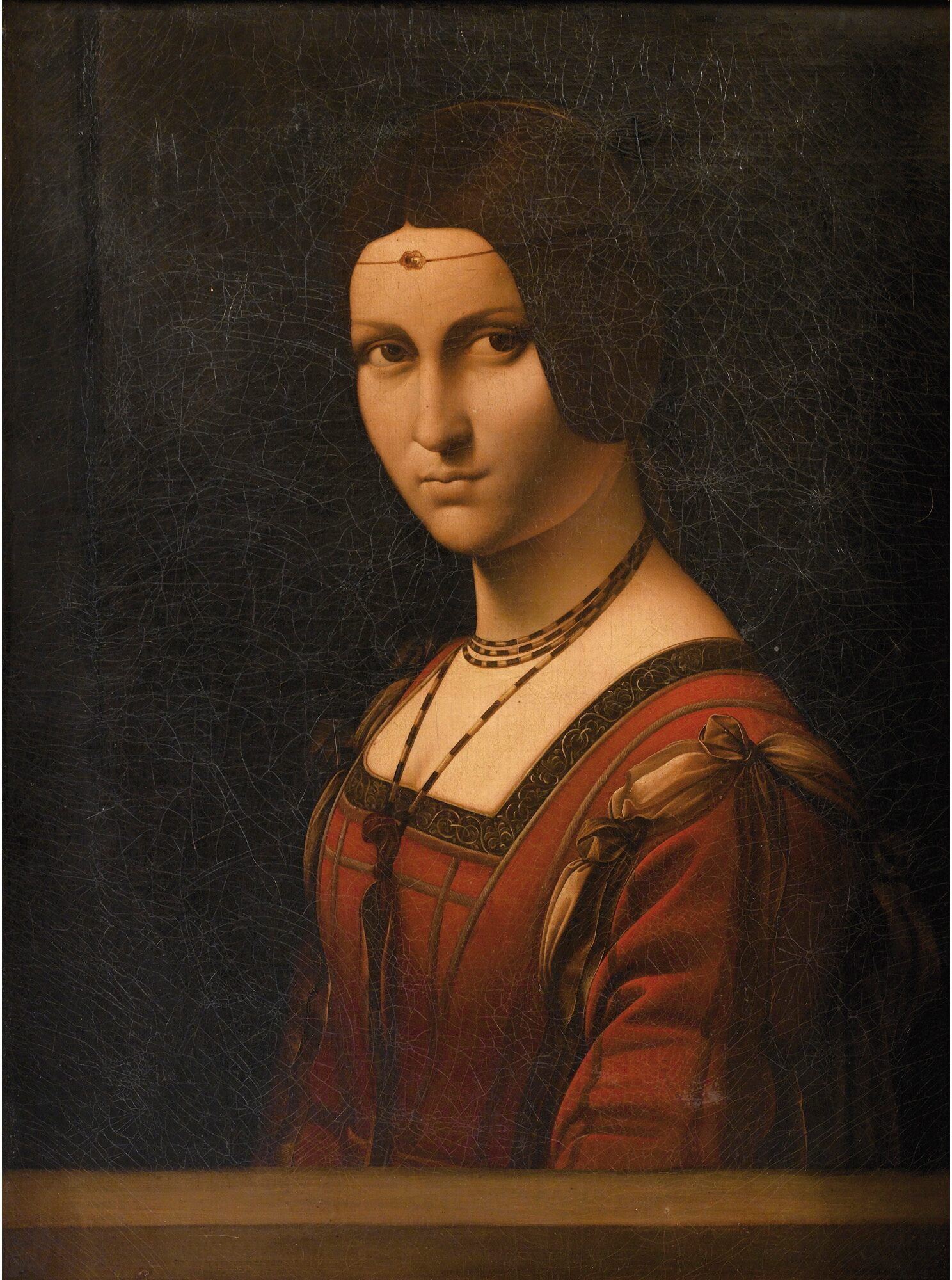
Copia di Sotheby's
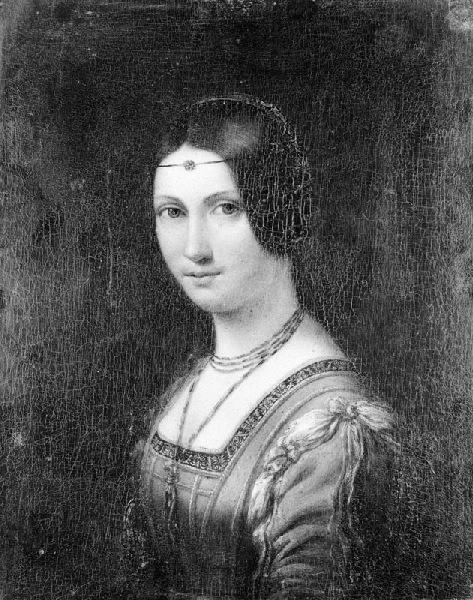
Copia del Museo delle belle arti di Digione; N° d'inventario 19.
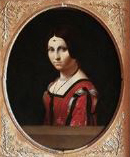
Copia di Sarcus.